# Acras de morue
Les acras de morue ou accras ou akras ou achras sont de petits beignets frits à la morue, aux herbes, aux épices, plus ou moins relevés au piment. Mise en bouche traditionnelle des cuisines antillaise, guyanaise, et portugaise. Ils sont servis en apéritif ou en entrée, des variantes pouvant être préparées avec d'autres poissons, crustacés ou légumes.

## Étymologie
Selon le Dictionnaire de l'Académie française (neuvième édition, 1992), ce terme provient de celui de àkàrà, mot en langue Yoruba, d'où d'ailleurs le nom de sa variante acaraje du Nord-Est du Brésil, une région (nordeste) d'importantes arrivées d'esclaves essentiellement du peuple Yoruba, àkàrà se traduisant en Yoruba par « boule de feu », et jẹ (jẹun) signifiant « mange (manger) ».

Diverses assiettes d'accras
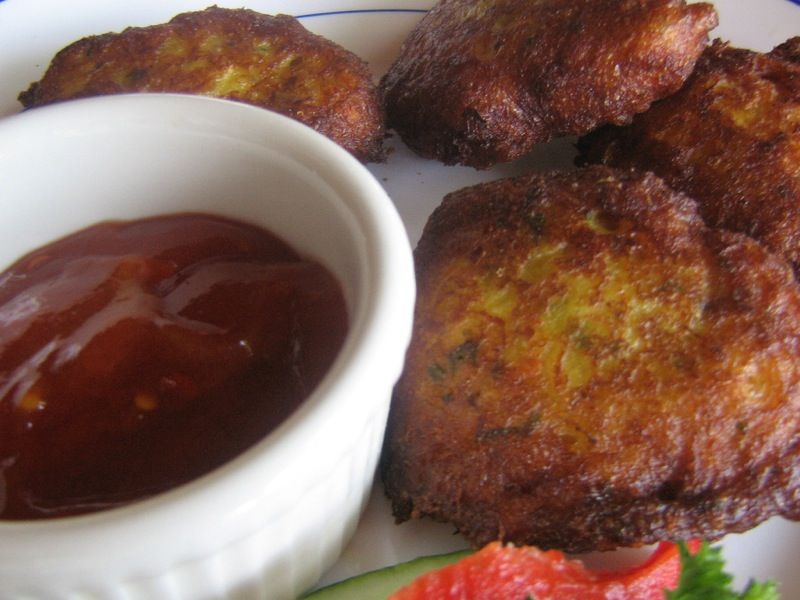
Accras et sauce chili
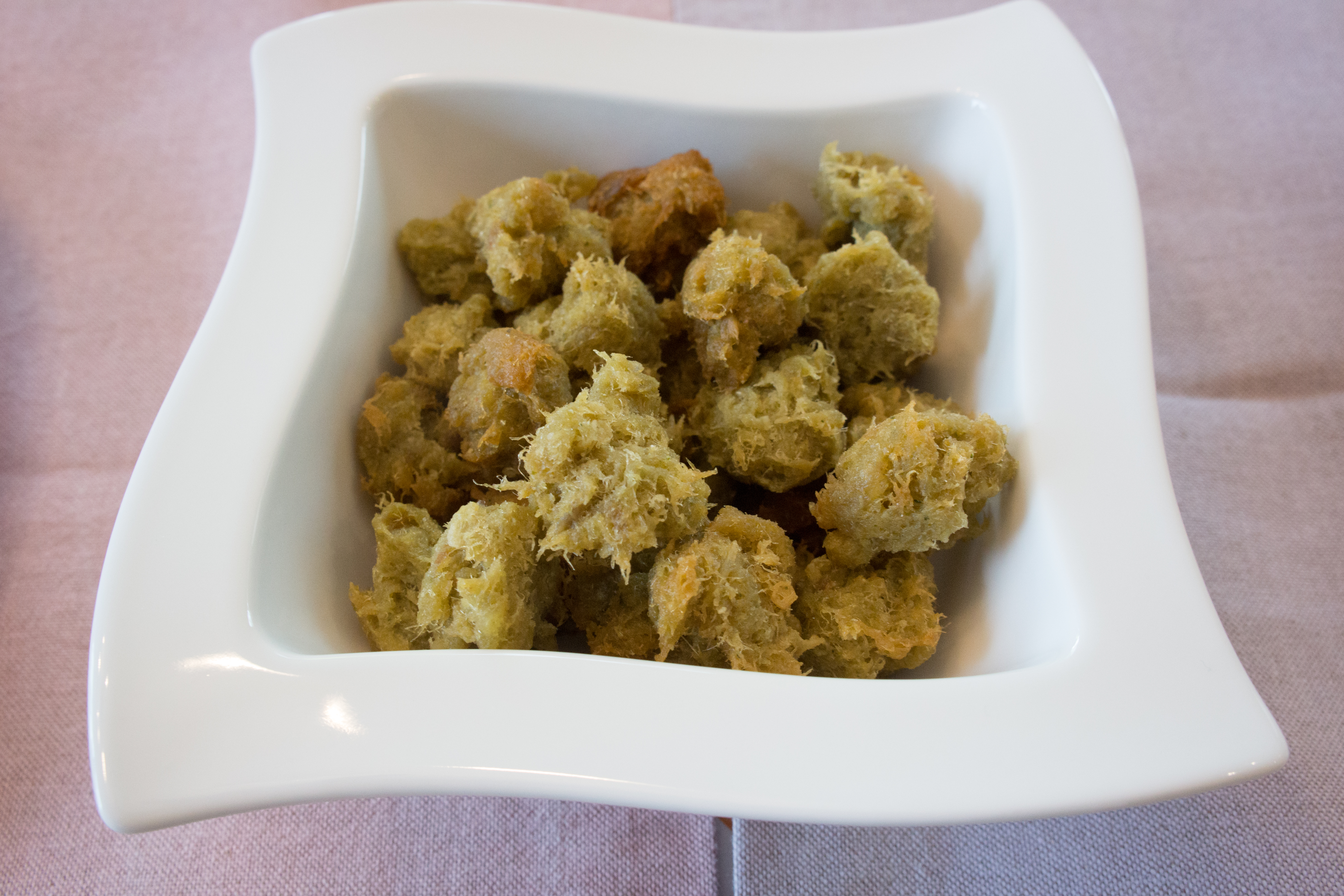
Acras de morue

## Historique
Les acras appelés également « marinades » aux Antilles et en Guyane sont d'origine africaine. Dans la langue Yoruba, parlée, entre autres plusieurs langues, sur l'ancienne Côte des Esclaves (laquelle fait de nos jours partie du Nigeria où se trouve d'ailleurs la plus grande communauté des Yoruba, et du Benin, Togo), le nom originel et toujours actuel est Àkàrà (des fois prononcé Àkrá)et se traduit par « boule de feu », ou « boulette chauffée ».

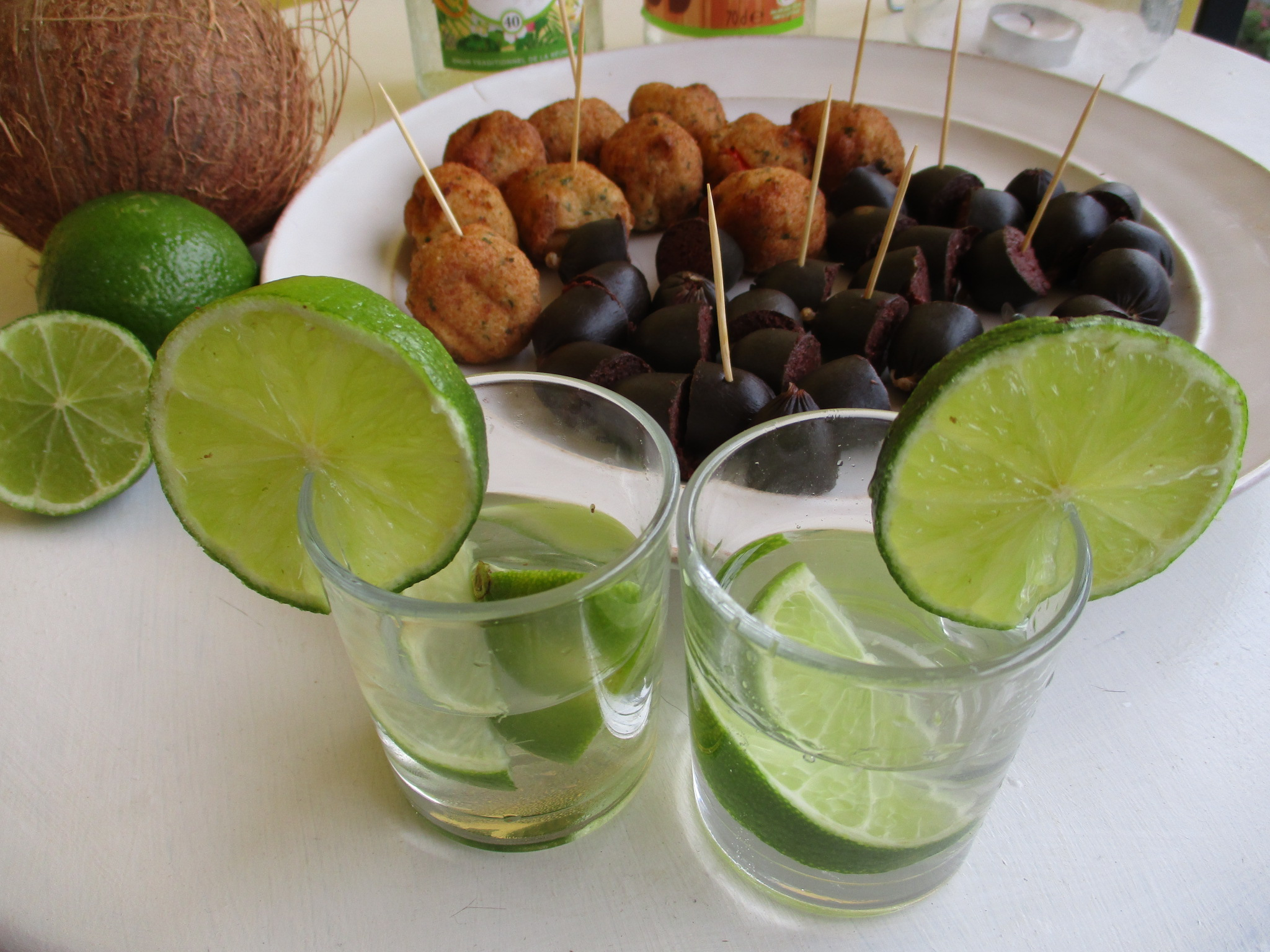
Apéritif traditionnel de la cuisine antillaise composé de ti-punch, d'acras de morue, et boudins créoles.

## Antilles
En Guadeloupe, en Haïti, en Martinique, ils sont de consistance légère, moelleux et croustillants, et peuvent être plus ou moins doux, ou relevés avec du piment de Cayenne, piment oiseau, sauce chili, Tabasco et autres sauces pimentées, et préparés également avec des crustacés, poissons, ou légumes, avec par exemple des crevettes, langoustes, oursins, thon, chaubettes (coquillages), titiris.
Des acras aux légumes, au giraumon (sorte de potiron) et au malanga sont traditionnellement consommés les jours de jeûne du Vendredi saint, dans les familles catholiques pratiquantes des Antilles.

## France
Une des premières recettes officielles des croquettes de morue est celle de Jean-Baptiste Reboul publiée en 1897 dans La cuisinière provençale. Dans cette recette, la morue désalée et émiettée est melangée à de la purée de patate et d'œufs, et des boulettes sont formées puis frites.
Ils font partie de la cuisine provençale et catalane, et on trouve également ce beignet sous différentes formes sur la côte atlantique, de la Bretagne au Pays-Basque. Ils font partie depuis longtemps de la grande cuisine française, Escoffier en donne plusieurs recettes dans son ouvrage de 1903, Le Guide culinaire. Sa recette nommée Croquettes à l'américaine se compose de morue, purée de pommes de terre, jaunes d'œufs et de béchamel. Il donne aussi une recette de Beignets à la bénédictine dans laquelle 2/3 de brandade et 1/3 de purée de patate sont mélangées et formées en croquettes avant d'être passées dans la pâte à frire et frites.

## Espagne et Portugal
Les acras de morue font également partie des cuisines catalane, espagnole, et portugaise, sous le nom de « beignets » (bunyols en catalan ; buñuelos en espagnol ; pastéis ou bolinhos en portugais). Ils ne sont pas très pimentés et sont servis en apéritif, en entrée, ou parfois comme accompagnement des platos combinados (assiettes composées).